# Chaetodipus hispidus
Chaetodipus hispidus — це велика кишенькова миша, що походить з регіону Великих рівнин Північної Америки, від півдня Північної Дакоти до центральної Мексики й на захід від річки Міссурі до підніжжя Скелястих гір. Вона не зустрічається в далекосхідних частинах штатів Канзас і Міссурі.

## Морфологічна характеристика
При загальній довжині 152–230 мм, довжині хвоста 72–113 мм і вазі 15–60 г, цей вид є середнім або великим представником роду. Задні лапи мають довжину від 22 до 29 мм, а вуха — від 10 до 13 мм. Коротке і густе хутро зверху має сіро-коричневе забарвлення з оливково-зеленим відтінком, а низ — білуватий. Хвіст також зверху коричневий, а знизу білий. На кінці хвоста є китиця.

## Спосіб життя
Дорослі особини живуть разом лише тоді, коли самиці готові до спаровування. Кожна особина має територію близько 0,3 га, веде нічний спосіб життя і зазвичай живе на землі. Вдень мексиканська шорстка кишенькова миша відпочиває у своїй підземній норі, яка також слугує сховищем. Її раціон складається переважно з насіння, зелених частин рослин та комах. У північних районах вид тимчасово впадає в заціпеніння взимку, але не впадає в сплячку. Південні популяції можуть бути активними цілий рік.
На півночі розмноження обмежене весною та літом. У цих регіонах самки зазвичай мають два приплоди на рік з 2–9 нащадками в кожному приплоді. Зазвичай у виводку народжується 5 або 6 молодих особин. Статева зрілість настає приблизно через 60 днів. Лише деякі мексиканські жорсткошерсті кишенькові миші досягають дворічного віку.